# Сеннер'юск Айсхокей
«Сеннер'юск Айсхокей» (дан. SønderjyskE Ishockey) — данський хокейний клуб з міста Хадерслев. Заснований у 2004 році. Виступає у чемпіонаті Суперлізі.

## Історичні назви
- 1963—1997 – ХК Воєнс
- 1997–2003 – Воєнс Лайонс
- 2001–2003 – ІК Сеннерйюлланд
- з 2004 – Сеннер'юск Айсхокей

## Історія
Клуб заснований 5 січня 1963 року Єнсом Педером Гансеном.
У 1965 році клуб підвищився до вищої ліги Данії. У 1973 команда отримала нову арену.
У середині 80-х років «Воєнс Лайонс» вибув до другого дивізіону але у 1992 повернувся. 
У 2004 на базі об'єднання двох місцевих хокейних команд створили сучасний клуб «Сеннер'юск Айсхокей». У січні 2011 команда переїхала на нову арену «Сюд Енерджі».

## Досягнення
Суперліга
- (10): 1978-79, 1979-80, 1981-82, 2005-06, 2008-09, 2009-10, 2012-13, 2013-14, 2014-15, 2023-24
- (1): 2018-19
- (7): 1968-69, 1970-71, 1977-78, 2006-07, 2007-08, 2010-11, 2011-12

Кубок Данії
- Володар (4): 2009-10, 2010–11, 2012-13, 2020-21
- Фіналіст (2): 1998-99, 2013-14, 2014–15

Континентальний кубок
- (1): 2019-20
- (1): 2010-11

Ліга чемпіонів
- Групова фаза (2): 2014-15, 2015-16
- 1/32 фіналу: 2020-21